# Qitian Ling
Qitian Ling är en bergskedja i Kina. Den ligger i provinsen Hunan, i den södra delen av landet, omkring 270 kilometer söder om provinshuvudstaden Changsha.
Genomsnittlig årsnederbörd är 1 809 millimeter. Den regnigaste månaden är maj, med i genomsnitt 261 mm nederbörd, och den torraste är oktober, med 31 mm nederbörd.